# 菅沼実
菅沼 実（すがぬま みのる、1985年5月16日 - ）は、埼玉県出身のサッカー指導者、元プロサッカー選手。現役時代のポジションはミッドフィールダー。

## 来歴
柏レイソルの下部組織出身。ユース時代の2002年10月に2種登録選手としてトップチーム入り。17歳5か月でJリーグデビューを果たした。この頃、同じ1985年生まれで当時イングランドのプレミアリーグを騒がせていたウェイン・ルーニーにちなみ、「みのるーにー」のあだ名で呼ばれた。
2005年、柏と提携関係にあるブラジルリーグのECヴィトーリアに1年間所属。ヴィトーリアのシーズンが移籍期間中に終了したため、その後は元柏監督のマルコ・アウレリオが当時監督だったアトレチコ・ミネイロで練習した。
帰国後の2006年シーズンは柏がJ2に降格したにもかかわらず、同じJ2の愛媛FCに期限付き移籍した。元々はフォワードであったが、愛媛では中盤で起用され、プレーの幅を広げた。ポジションをミッドフィールダーに下げてもゴールへの意識は高く、チーム2位の11得点を記録した。2007年、柏に復帰すると開幕戦で2得点を決め、左サイドハーフでレギュラーを獲得した。同年4月には北京オリンピックの予選を戦うU-22日本代表に選出された。
2008年には主に中盤、サイドプレイヤーとして起用されリーグ戦10得点の二桁得点を記録、従来は左右両足から放つミドルシュートが得意だったがこの年は10得点中6得点を頭で稼ぎ長身ではないもののヘディングの強さを見せた。
2010年は出場機会を減らしていたところ、7月に中盤の選手の競争活性化などを目論むジュビロ磐田のオファーを受けてレンタル移籍。途中出場が主ではあったがこの年のナビスコカップ優勝に貢献するなど活躍し、同年12月29日に古賀正紘と共に完全移籍した。
2013年4月16日、練習中に負傷。右膝靱帯損傷で全治2-3ヶ月の診断を受け戦列を離れた。
2014年、サガン鳥栖へ期限付き移籍。しかし、ユン・ジョンファン、吉田恵両監督からは信頼を得られず、ナビスコ杯での出場のみにとどまった。2015年1月6日に完全移籍することが発表された が、当年末に契約満了となった。
2016年シーズン当初は無所属であったが、同年7月末よりロアッソ熊本に練習参加。8月6日に加入が発表された。加入後は主力としてプレーし2得点を記録したが、2017年シーズンは出番を失い、わずか4試合の出場に留まった。同年限りで契約満了により熊本を退団。同年12月に行われたJリーグ合同トライアウトに出場したが新たな契約先を決めることは無かった。
2018年、自身SNSを通じて現役引退を発表し、3月1日より九州産業大学サッカー部のコーチに就任。
2019年より柏レイソルU-12のコーチに就任。

## エピソード
- ブラジル在籍経験があり、柏でもブラジル人選手と会話が出来、ジュビロ磐田ではジウシーニョが仲の良い選手として名前を挙げていた。
- SGシステムサッカー部に所属していた菅沼守は実弟。
- ブラジルやヨーロッパ、アジアなどでプレーした斉藤誠司は幼稚園（東岩槻幼稚園）からの幼馴染である。

## 所属クラブ
- 1998年 - 2000年 柏レイソルジュニアユース
- 2001年 - 2003年 柏レイソルユース (埼玉県立庄和高等学校-中央学院大中央高校)
  - 2002年 - 2003年  柏レイソル (2種登録)
- 2004年 - 2010年  柏レイソル
  - 2005年  ECヴィトーリア、アトレチコ・ミネイロ (期限付き移籍)
  - 2006年  愛媛FC (期限付き移籍)
  - 2010年7月 - 同年12月  ジュビロ磐田 (期限付き移籍)
- 2011年 - 2014年  ジュビロ磐田
  - 2014年  サガン鳥栖 (期限付き移籍)
- 2015年  サガン鳥栖
- 2016年8月 - 2017年  ロアッソ熊本

## 個人成績
| 国内大会個人成績 | 国内大会個人成績 | 国内大会個人成績 | 国内大会個人成績 | 国内大会個人成績 | 国内大会個人成績 | 国内大会個人成績 | 国内大会個人成績 | 国内大会個人成績 | 国内大会個人成績 | 国内大会個人成績 | 国内大会個人成績 |
| 年度             | クラブ           | 背番号           | リーグ           | リーグ戦         | リーグ戦         | リーグ杯         | リーグ杯         | オープン杯       | オープン杯       | 期間通算         | 期間通算         |
| 年度             | クラブ           | 背番号           | リーグ           | 出場             | 得点             | 出場             | 得点             | 出場             | 得点             | 出場             | 得点             |
| 日本             | 日本             | 日本             | 日本             | リーグ戦         | リーグ戦         | リーグ杯         | リーグ杯         | 天皇杯           | 天皇杯           | 期間通算         | 期間通算         |
| ---------------- | ---------------- | ---------------- | ---------------- | ---------------- | ---------------- | ---------------- | ---------------- | ---------------- | ---------------- | ---------------- | ---------------- |
| 2002             | 柏               | 38               | J1               | 2                | 0                | 0                | 0                | 0                | 0                | 2                | 0                |
| 2003             | 柏               | 31               | J1               | 4                | 1                | 0                | 0                | 1                | 0                | 5                | 1                |
| 2004             | 柏               | 31               | J1               | 3                | 0                | 1                | 0                | 0                | 0                | 4                | 0                |
| ブラジル         | ブラジル         | ブラジル         | ブラジル         | リーグ戦         | リーグ戦         | ブラジル杯       | ブラジル杯       | オープン杯       | オープン杯       | 期間通算         | 期間通算         |
| 2005             | ヴィトーリア     |                  | 2部              | 0                | 0                | 0                | 0                | -                | -                | 0                | 0                |
| 日本             | 日本             | 日本             | 日本             | リーグ戦         | リーグ戦         | リーグ杯         | リーグ杯         | 天皇杯           | 天皇杯           | 期間通算         | 期間通算         |
| 2006             | 愛媛             | 27               | J2               | 45               | 11               | -                | -                | 2                | 0                | 47               | 11               |
| 2007             | 柏               | 15               | J1               | 29               | 6                | 6                | 0                | 0                | 0                | 35               | 6                |
| 2008             | 柏               | 15               | J1               | 30               | 10               | 6                | 1                | 5                | 2                | 41               | 13               |
| 2009             | 柏               | 15               | J1               | 30               | 4                | 6                | 2                | 2                | 0                | 38               | 6                |
| 2010             | 柏               | 15               | J2               | 6                | 0                | -                | -                | -                | -                | 6                | 0                |
| 2010             | 磐田             | 15               | J1               | 18               | 0                | 4                | 1                | 3                | 2                | 25               | 3                |
| 2011             | 磐田             | 15               | J1               | 11               | 0                | 2                | 0                | 1                | 0                | 14               | 0                |
| 2012             | 磐田             | 15               | J1               | 18               | 2                | 2                | 0                | 0                | 0                | 20               | 2                |
| 2013             | 磐田             | 15               | J1               | 2                | 0                | 0                | 0                | 1                | 0                | 3                | 0                |
| 2014             | 鳥栖             | 24               | J1               | 0                | 0                | 2                | 0                | 0                | 0                | 2                | 0                |
| 2015             | 鳥栖             | 20               | J1               | 2                | 0                | 1                | 0                | 0                | 0                | 3                | 0                |
| 2016             | 熊本             | 41               | J2               | 11               | 2                | -                | -                | 0                | 0                | 11               | 2                |
| 2017             | 熊本             | 41               | J2               | 4                | 1                | -                | -                | 1                | 1                | 5                | 2                |
| 通算             | 日本             | 日本             | J1               | 149              | 23               | 30               | 4                | 13               | 4                | 192              | 31               |
| 通算             | 日本             | 日本             | J2               | 66               | 14               | -                | -                | 3                | 1                | 69               | 15               |
| 通算             | ブラジル         | ブラジル         | 2部              | 0                | 0                | 0                | 0                | -                | -                | 0                | 0                |
| 総通算           | 総通算           | 総通算           | 総通算           | 215              | 37               | 30               | 4                | 16               | 5                | 261              | 46               |

- 2002年、2003年はユース所属

その他の国際公式戦
- 2011年
  - スルガ銀行チャンピオンシップ 1試合0得点

出場歴
- Jリーグ初出場 - 2002年10月26日 J1 2nd第11節 ヴィッセル神戸戦 (鳥取市営サッカー場)
- Jリーグ初得点 - 2003年11月15日 J1 2nd第13節 ヴィッセル神戸戦 (神戸ウイングスタジアム)

## 代表歴
- 2001年 U-16日本代表
- 2002年 U-17日本代表
- 2007年 U-22日本代表(北京オリンピックアジア二次予選)

## 指導歴
- 2018年 - 2019年 九州産業大学サッカー部 コーチ
- 2019年 - 柏レイソル
  - 2019年 - 2020年 U-12 コーチ
  - 2021年 - 日本体育大学柏高等学校 コーチ